# Cinara bungeanae
Cinara bungeanae är en insektsart. Cinara bungeanae ingår i släktet Cinara och familjen långrörsbladlöss. Inga underarter finns listade i Catalogue of Life.